# Typhonium circinnatum
Typhonium circinnatum là một loài thực vật có hoa trong họ Ráy (Araceae). Loài này được Hett. & J.Mood mô tả khoa học đầu tiên năm 2000.